# 島崎讓
島崎讓（1962年8月20日—）本名:竹之越 江津子，日本女性漫畫家。神奈川縣出身。

## 經歷
出生於神奈川縣。幼年時受到動畫《人造人009》的強烈影響，立志成為漫畫家。
1981年，在專門學校就讀期間，以̺〈̣̣〉（刊載於《デラックスマーガレット》）出道。畢業後除了在《增刊少年Sunday》發表多篇短篇作品，也以動畫師的身份參與創作。
1985年在《週刊少年Magazine》連載〈青龍神話〉時，正式改用現在的筆名。之後近20年持續在講談社的漫畫雜誌發表作品，直到在《MiChao!》的連載結束後與講談社分道揚鑣。雖擅長描繪異世界歷史奇幻題材，但後來逐漸轉向以歷史漫畫為主軸。近年來也負責重製與續作松本零士的作品。

## 作品
- 青龍俠、全3冊，東立
- 巨星本色、全24冊（東立）、原名《THE STAR》、原案協力：藤本ひとみ（日语：藤本ひとみ）
- 霸王傳說 驍（日语：覇王伝説 驍）、全20冊（東立）
- 風火英雄、全7冊（東立）、原名、原作：鷹司
- 花影戦記　妖魔降臨、全2冊（東立）、原作：鷹司
- 征神記、全7冊（台灣東販）、原名
- 獅女、全5冊（東立）、原名、原作：和田慎二
- 関羽、出陣、全1冊

## 外部連結
- SAGA 〜島崎譲の世界〜 （页面存档备份，存于） - 公認サイト
- 漫画家・島崎譲のブログ （页面存档备份，存于）
- 島崎讓的X（前Twitter）
- Ｊコミ無料配信中作品 （页面存档备份，存于） - Jコミ（日语：Jコミ）